# Treis-Karden (Schiff)
Die Treis-Karden ist ein Fahrgastschiff der Personenschifffahrt Gebr. Kolb mit Heimathafen Cochem. Sie wird hauptsächlich im Linienverkehr zwischen Cochem und Beilstein auf der Mosel eingesetzt.

## Geschichte
Das Schiff wurde 1970 auf der Schiffswerft Oberwinter gebaut und fuhr zunächst als Rheinland für die Hebel-Linie in Boppard auf dem Mittelrhein. Seit 2004 gehört das Schiff als Treis-Karden zur Flotte der Personenschifffahrt Gebr. Kolb.
Das Schiff wurde 1976 auf der Schiffswerft in Mainz-Mombach auf 40,00 m verlängert und war 6,80 m breit. Es war damals für bis zu 250 Passagiere zugelassen. Nach umfangreichen Umbauarbeiten von 2008 bis 2016 wurde die Anzahl auf 600 Personen erhöht. Wegen der niedrigeren Brückendurchfahrtshöhen der Mosel und der Höhe des Schiffs von etwa 8,40 m kann das neue Steuerhaus um 1,00 m abgesenkt werden.

## Technische Daten
Die Treis-Karden hat eine Länge von 50,85 Meter, ist 10,52 Meter breit und hat einen Tiefgang von 1,30 Meter. Angetrieben wird das Schiff von zwei Schiffsdieselmotoren des Typs KMD-DAF mit je 375 kW, die auf zwei elektrisch gesteuerte Schottel-Ruderpropeller wirken. Als Manövrierhilfe ist das Schiff mit einer Bugstrahlanlage, einem drehbaren Pumpjetantrieb mit etwa 200 kW Leistung, ausgerüstet. Zur Stromerzeugung besitzt das Schiff zwei Dieselgeneratoren.

## Decks und Ausstattung
Die Treis-Karden hat drei Decks:
- Im unteren geschlossenen Hauptdeck 142 Sitzplätze, eine Küche, Theke und Toiletten.
- Im Mitteldeck befinden sich eine weitere Theke, ca. 156 Sitzplätze im geschlossenen Bereich und etwa 148 Sitzplätze im Außenbereich.
- Auf dem Oberdeck sind ebenfalls eine Theke und etwa 257 Sitzplätze hinter dem Steuerstand.

Das Schiff ist zur Beförderung von Personen mit eingeschränkter Mobilität geeignet und hat einen Personenaufzug.